# Beaune (Fluss)
Der Beaune ist ein kleiner Fluss im Zentrum von Frankreich, der im Département Yonne der Region Bourgogne-Franche-Comté südöstlich der Stadt Montargis verläuft.

## Geographie

### Verlauf
Der Beaune entspringt im nördlichen Gemeindegebiet von Saint-Privé, verläuft mit mehreren Richtungsänderungen generell nach Westen und mündet nach insgesamt rund 15 Kilometern im Gemeindegebiet von Rogny-les-Sept-Écluses als rechter Nebenfluss in den Loing.

### Orte am Fluss
(Reihenfolge in Fließrichtung)
- Les Loges, Gemeinde Saint-Privé
- La Coladerie, Gemeinde Champcevrais
- Champcevrais
- La Chaume, Gemeinde Champcevrais
- La Gaufrie, Gemeinde Bléneau
- Saint-Eusoge, Gemeinde Rogny-les-Sept-Écluses